# 岡山県貨物運送
岡山県貨物運送株式会社（おかやまけんかもつうんそう、英: Okayamaken Freight Transportation Co., Ltd.）は、岡山県岡山市北区に本社を置く日本の運送会社である。通称オカケン。
関東から九州までを自社ネットワークで整備して総合物流サービスを行っている。

## 沿革
- 1943年（昭和18年） 3月 - 岡山県下のトラック業者79社を統合して設立
- 1950年（昭和25年） 8月 - 通運事業を開始
- 1977年（昭和52年）11月 - ハート宅配便を開始
- 1987年（昭和62年） 9月 - 産地直送便を開始
- 1988年（昭和63年） 2月 - 航空貨物運送代理業を開始
- 1991年（平成3年） 4月 - 新しいシンボルマークおよび愛称「オカケン」を制定
- 1992年（平成4年）11月 - 大阪証券取引所市場第2部へ株式上場
- 1993年（平成5年）9月 - 広島証券取引所へ株式上場
- 1998年（平成10年） 4月 - 通関業許可
- 2000年（平成12年） 3月 - 東京証券取引所市場第2部へ株式上場
- 2001年（平成13年） 3月 - ISO9002認証取得
- 2007年（平成19年）10月 - 大阪証券取引所上場廃止

## シンボルカラー及びマークの変更
過去のシンボルカラーは濃黄色、白、紺の三本線でマークも岡山のＯと県貨物のＫを組み合わせた、〇にＫ（マルケー）だった。1991年に現在のクリーム色、赤の三本ライン、緑のシンボルカラー及びマークをハートに変更した。

## 関連企業

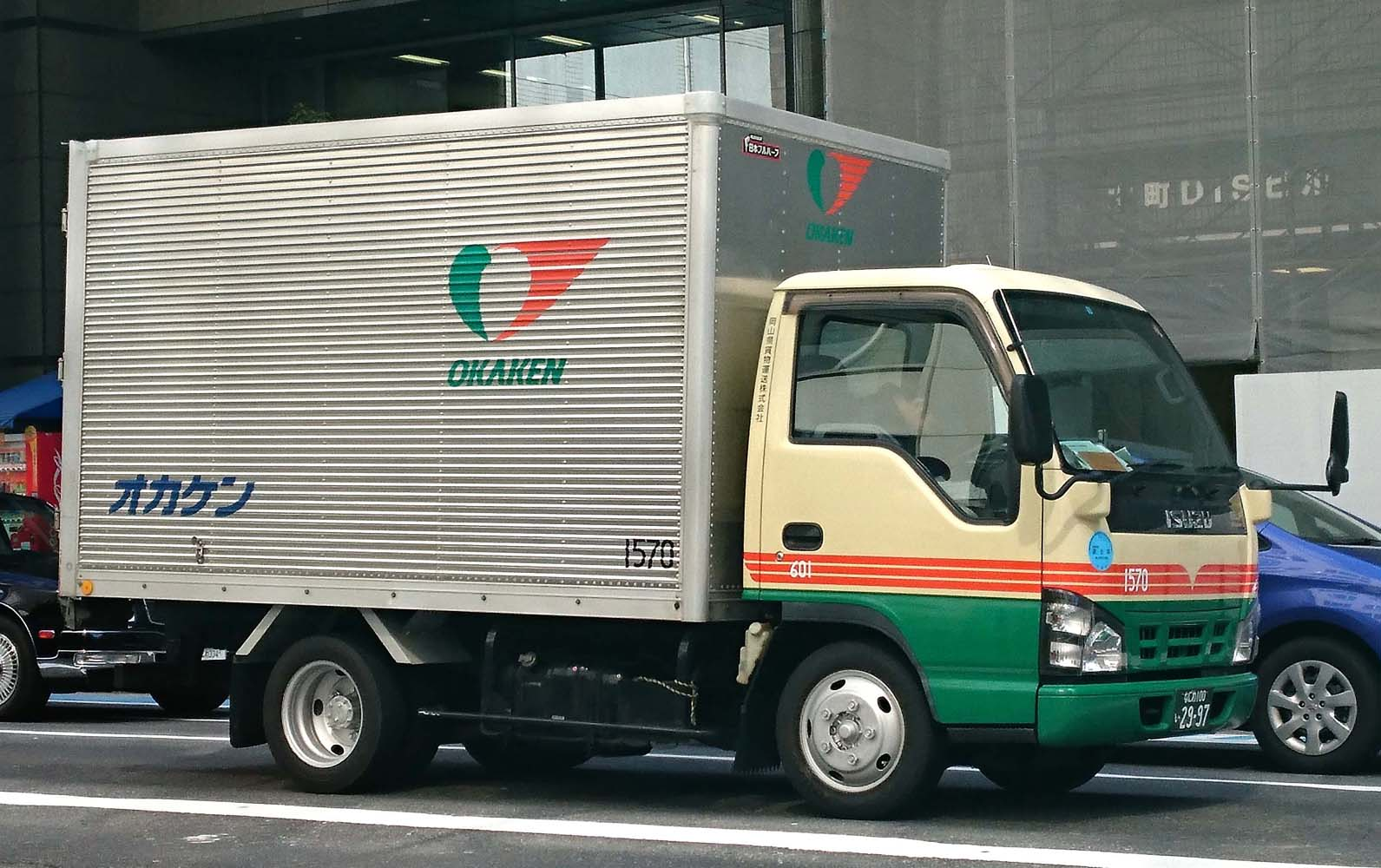
岡山県貨物運送のトラック。

- 岡山エールフォークリフト株式会社（岡山市）
- 岡山県貨物鋼運株式会社（倉敷市）
- 昭和工運株式会社（玉野市）
- ハートスタッフ株式会社（岡山市）
- 彦崎通運株式会社（岡山市）
- マルケー自動車整備株式会社（岡山市）
- マルケー商事株式会社（岡山市）
- マルケー萩貨物自動車株式会社（萩市）
- 丸一倉庫運輸株式会社（岡山市）
- 岡山県トラックターミナル株式会社（岡山市）
- 山陽コンテナトランスポート株式会社（岡山市）